# A4 (Polen)
 For alternative betydninger, se A4. (Se også artikler, som begynder med A4)
A4 er en motorvej i Polen, der løber fra vest til øst gennem det sydlige Polen (langs Sudeterne og Karpaterne). Den går fra den polsk-tyske grænse ved Zgorzelec (ved den tyske A4) til den polsk-ukrainske grænse ved Korczowa ved den ukrainske M10.
50°30′39″N 17°57′49″Ø / 50.51095°N 17.96349°Ø